# Morgan, Minnesota
Morgan là một thành phố thuộc quận Redwood, tiểu bang Minnesota, Hoa Kỳ. Năm 2010, dân số của thành phố này là 896 người.

## Dân số
- Dân số năm 2000: 903 người.
- Dân số năm 2010: 896 người.